# Elisabeth Svantesson
Elisabeth Svantesson (n. Lycksele, 26 de outubro de 1967) é uma política e economista sueca, do Partido Moderado (conservador).
Desde 18 de outubro de  2022, é Ministra das Finanças no Governo Kristersson.

## Carreira
É Ministra das Finanças no Governo Kristersson desde 18 de outubro de 2022.
Foi Ministra do Mercado de Trabalho no Governo Reinfeldt II em 2013-2014.
Foi deputada do Parlamento da Suécia - o Riksdagen, no periodo  2006-2022.